# Dióscoro Alonso
Dióscoro Alonso nacido en Monforte de Lemos (Galicia, España), es un exciclista afincado en la localidad navarra de Alsasua, compitió entre los años 1920 y 1930, durante los que consiguió siete victorias.
Se dedicaba principalmente a correr pruebas de carácter local.

## Palmarés
1923
- Pamplona

1924
- Campeonato de Navarra

1925
- Villava
- Salvatierra
- Tafalla
- Campeonato de Navarra

1927
- Circuito de Guecho

## Equipos
- SD Sempere (1920-1921)
- Burunda (1922-1923)
- Club Ibarrea-Etorri Alaiz (1924-1925)
- UD Eibarresa (1926)
- Club Ibarrea (1927-1930)